# Fabian Abfalter
Fabian Abfalter (* 27. Juli 1997 in Innsbruck) ist ein österreichischer American-Football-Spieler auf der Position des Wide Receivers.

## Werdegang
Abfalter, der auch Teil der Innsbrucker Turn- und Sportgemeinschaft war, begann 2011 im Jugendbereich der Swarco Raiders in Innsbruck mit dem American Football. 2014 debütierte er in der Kampfmannschaft. Mit der österreichischen U19-Nationalmannschaft wurde er 2015 in Dresden Junioren-Europameister. Im selben Jahr gewann er seinen ersten österreichischen Meistertitel, als die Raiders in Klagenfurt die Vienna Vikings mit 38:0 besiegten. In den folgenden Jahren folgten vier weitere Siege in der Austrian Bowl. Darüber hinaus war Abfalter mit den Raiders international erfolgreich. Bei den drei Siegen in der Central European Football League (CEFL) spielte Abfalter besonders 2018 eine große Rolle. So erzielte er in seinem ersten Spiel nach einer Verletzungspause drei Touchdowns im CEFL-Bowl gegen die Koç Rams. 2018 war er zudem Teil der österreichischen Nationalmannschaft, die in Vantaa Vize-Europameister wurde.
Für die Saison 2022 unterschrieb Abfalter einen Vertrag bei den Raiders Tirol, die 2022 erstmals als Franchise in der European League of Football (ELF) antraten. Bereits am ersten Spieltag fing er gegen die Vienna Vikings seinen ersten Touchdown in der ELF. Abfalter kam dabei vereinzelt auch als Kicker zum Einsatz und verwandelte in dieser Funktion einen Field-Goal- und zwei Extrapunktversuche. Zur Saisonmitte zog sich Abfalter eine Verletzung zu, die das vorzeitige Saisonende bedeutete. Zur Saison 2023 kehrte er in den ELF-Kader der Raiders zurück.

## Erfolge
- Österreichischer Staatsmeister (2015, 2016, 2018, 2019, 2021)
- Junioren-Europameister (2015)
- Central European Football League Meister (2017, 2018, 2019)
- Vize-Europameister (2018)

## Statistiken
| Jahr                                   | Team          | Spiele | Starts | Receiving | Receiving | Receiving | Receiving | Receiving | Receiving |
| Jahr                                   | Team          | Spiele | Starts | Rec       | Tgt       | Yds       | Avg       | TD        | Lng       |
| -------------------------------------- | ------------- | ------ | ------ | --------- | --------- | --------- | --------- | --------- | --------- |
| European League of Football            |               |        |        |           |           |           |           |           |           |
| 2022                                   | Raiders Tirol | 6      | 6      | 12        | 28        | 113       | 18,3      | 1         | 39        |
| ELF Gesamt                             | ELF Gesamt    | 6      | 6      | 12        | 28        | 113       | 18,3      | 1         | 39        |
| Quellen: stats.europeanleague.football |               |        |        |           |           |           |           |           |           |

## Privates
Abfalter studierte an der Leopold-Franzens Universität Innsbruck Rechtswissenschaften. Im Oktober 2022 schloss er sein Studium mit dem akademischen Grad des Magister iuris ab.